# Vanlandi
Vanlandi o Vanlande (n. 298), fue un rey vikingo semilegendario de Suecia de la casa de Yngling. Era el hijo de Sveigðir, rey sueco hijo de Fjölnir. Se casó con una muchacha de Finlandia (en nórdico antiguo Finnland), la muchacha no es otra que Drífa la hija del jotun Snær, pero Vanlandi se olvidó de ella y en venganza Drífa arregló todo de modo que Vanlandi regresara a Finnland, fuera víctima de parálisis del sueño lo cual le causaría la muerte, y así fue. Le sucedió en el trono su hijo, que tuvo con Drífa, Visbur.
Snorri Sturluson escribió de Vanlandi en su saga de los Ynglings:

Vanlandi hét son Svegðis, er ríki tók eptir hann ok réð fyrir Uppsala auð; hann var hermaðr mikill, ok hann fór víða um lönd. Hann þá vetrvist á Finnlandi með Snjá hinum gamla, ok fékk þar dóttr hans Drífu. En at vári fór hann á brott, en Drífa var eptir, ok hét hann at koma aptr á þriggja vetra fresti; en hann kom eigi á 10 vetrum. Þá sendi Drífa eptir Huld seiðkonu, en sendi Vísbur, son þeirra Vanlanda, til Svíþjóðar. Drífa keypti at Huld seiðkonu, at hon skyldi síða Vanlanda til Finnlands, eða deyða hann at öðrum kosti. En er seiðr var framiðr, þá var Vanlandi at Uppsölum; þá gerði hann fúsan at fara til Finnlands, en vinir hans ok ráðamenn bönnuðu honum, ok sögðu at vera mundi fjölkyngi Finna í farfýsi hans. Þá gerðist honum svefnhöfugt, ok lagðist hann till svefns. En er hann hafði lítt sofnat, kallaði hann ok sagði, at mara trað hann. Menn hans fóru til ok vildu hjálpa honum; en er þeir tóku uppi til höfuðsins, þá trað hon fótleggina, svá at nær brotnuðu; þá tóku þeir til fótanna, þá kafði hon höfuðit, svá at þar dó hann. Svíar tóku lík hans, ok var hann brendr við á þá er Skúta heitir. Þar váru settir bautasteinar hans.
Vanlande, hijo de Swegde, sucedió a su padre, y gobernó sobre el dominio de Upsal. Era un gran guerrero, y viajó lejos alrededor de diversas tierras. Una vez que le encontró el invierno viviendo en Finlandia con Snær el viejo, obtuvo a su hija Drífa para casarse; pero en la primavera abandonó a Drífa, y aunque había prometido volver en el plazo de tres años, no se volvió a presentar. Entonces Drífa envió un mensaje a la bruja Huld; y envió a Visbur, su hijo con Vanlande, a Suecia. Drífa sobornó a Huld,  la bruja de que hechizara a Vanlande para que volviera a Finlandia, o lo matara. Cuando estaba realizando este hechizo, Vanlande  estaba en Upsal, y tuvo grandes deseos de vovler a Finlandia; pero sus amigos y consejeros lo aconsejaron contra ello, y dijeron que la brujería de la gente de Finlandia demostraba este deseo suyo de ir allí. Entonces quedó muy soñoliento, y se acostó a dormir; pero cuando él había dormido un poco, gritó diciendo que Mara pisaba sobre él. Sus hombres se apresuraron en ayudarle; pero cuando  asieron su cabeza ella pisó en sus piernas, y cuando tomaron sus piernas ella presionó sobre su cabeza; y esto provocó su muerte. Los suecos tomaron su cuerpo y lo quemaron en un río llamado Skytaa, donde una piedra fue levantada sobre él.
Snorri Sturluson, Fragmento de la saga Ynglinga 